# إيميل سميث
إيميل سميث (بالإنجليزية: Emile Smith) هو لاعب هوكي الحقل جنوب أفريقي، ولد في 27 سبتمبر 1977.

## وصلات خارجية
- إيميل سميث على موقع الاتحاد الدولي للهوكي (الإنجليزية)
- إيميل سميث على موقع أوليمبيديا (الإنجليزية)
- إيميل سميث على موقع اتحاد ألعاب الكومنولث (مؤرشف) (الإنجليزية)